# .fo
.fo es el dominio de nivel superior geográfico (ccTLD) para el país Islas Feroe en el Atlántico Norte. Los dominios de segundo nivel también se asignan con .fo. Los nombres de dominio pueden constar de las letras A-Z (letras simples), 0-9 y el guion ("-"). La longitud máxima es de 63 caracteres. No se permiten letras con diacríticos o letras especiales, ni siquiera las letras del idioma feroés "á", "é", "í", "ó", "ú", "ý", "æ", "ð" y "ø" . En consecuencia estos deben ser reemplazados.